# Fedrick Dacres
Fedrick Dacres (né le 28 février 1994 à Kingston) est un athlète jamaïcain, spécialiste du lancer du disque, vice-champion du monde en 2019 à Doha.

## Biographie
Médaillé de bronze des championnats panaméricains juniors 2011, il remporte la médaille d'or des championnats du monde jeunesse, à Lille, et devient à cette occasion le premier athlète jamaïcain champion du monde dans cette épreuve. Il confirme dès l'année suivante aux championnats du monde juniors de Barcelone en remportant le concours avec un lancer à 62,80 m (disque de 1,750 kg).
En mars 2014, il établit la meilleure performance mondiale de l'année et bat son record personnel avec 66,75 m. Le 21 mars 2015, il établit sa meilleure performance de l'année avec 66,40 m à Kingston. En juillet 2015, Dacres remporte son premier titre majeur en catégorie senior en s'imposant lors des Jeux panaméricains, à Toronto, avec la marque de 64,80 m. Par la suite, il participe aux championnats du monde 2015 à Pékin et se classe septième de la finale avec 64,22 m après avoir réalisé le meilleur lancer des qualifications avec 65,77 m.
Lors des Jeux olympiques de 2016, à Rio de Janeiro, il échoue dès les qualifications en ne réalisant qu'un lancer à 50,69 m. 
Le 11 février 2017, à Kingston, il porte le record de Jamaïque du lancer du disque à 68,88 m. Le 15 avril 2017, il améliore son record personnel au lancer du poids avec 20,46 m. Il remporte son premier succès en ligue de diamant en s'imposant lors du meeting de Stockholm, le 18 juin 2017, avec la marque de 68,36 m. Lors des championnats du monde 2017, à Londres, il termine au pied du podium avec 65,83 m, devancé par Andrius Gudžius, Daniel Ståhl et Mason Finley. En septembre 2017, il se classe deuxième du Mémorial Van Damme à Bruxelles, finale de la Ligue de diamant, derrière Andrius Gudžius.
Le 10 février 2018, à Kingston, il établit un nouveau record de Jamaïque au lancer du disque avec la marque de 69,83 m. Le 31 août, il s'impose en finale de Ligue de diamant à Bruxelles avec un lancer à 68,67 m réalisé dès son premier essai, devant Andrius Gudzius (67,56 m) et Daniel Stähl (66,74 m).
Le 16 juin 2019, Dacres s'impose au meeting de Ligue de diamant de Rabat avec une marque à 70,78 m, établissant ainsi un nouveau record de la zone du Commonwealth, un record de Jamaïque et un record de la Ligue. L'athlète dépasse pour la première fois de sa carrière les 70 m et prend la tête des bilans mondiaux, mais cette meilleure performance sera battue par Daniel Ståhl plus tard dans la saison. Le 6 août, il conserve son titre aux Jeux panaméricains de Lima en enlevant la compétition avec un jet à 67,68 m, battant de 36 centimètres le record des Jeux datant de 1983. Un mois plus tard le 6 septembre, il réalise 65,27 m lors des finales de la Ligue de diamant à Bruxelles, ce qui lui permet de terminer sur la troisième marche du podium. Il remporte ensuite la médaille d'argent des championnats du monde 2019 à Doha avec 66,94 m, derrière Daniel Ståhl.

## Palmarès
| Date | Compétition                        | Lieu             | Résultat | Marque  |
| ---- | ---------------------------------- | ---------------- | -------- | ------- |
| 2011 | Championnats panaméricains juniors | Miramar          | 3e       | 57,24 m |
| 2011 | Championnats du monde jeunesse     | Lille            | 1er      | 67,05 m |
| 2012 | Championnats du monde juniors      | Barcelone        | 1er      | 62,80 m |
| 2015 | Jeux panaméricains                 | Toronto          | 1er      | 64,80 m |
| 2015 | Championnats du monde              | Pékin            | 7e       | 64,22 m |
| 2017 | Championnats du monde              | Londres          | 4e       | 65,83 m |
| 2017 | Ligue de diamant                   | Ligue de diamant | 2e       | 66,31 m |
| 2018 | Jeux du Commonwealth               | Gold Coast       | 1er      | 68,20 m |
| 2018 | Coupe du monde                     | Londres          | 1er      | 65,32 m |
| 2018 | Championnats NACAC                 | Toronto          | 1er      | 68,47 m |
| 2018 | Ligue de diamant                   | Ligue de diamant | 1er      | 68,67 m |
| 2018 | Coupe continentale                 | Ostrava          | 1er      | 67,97 m |
| 2019 | Jeux panaméricains                 | Lima             | 1er      | 67,68 m |
| 2019 | Ligue de diamant                   | Ligue de diamant | 3e       | 65,27 m |
| 2019 | Championnats du monde              | Doha             | 2e       | 66,94 m |
| 2022 | Championnats du monde              | Eugene           | 9e       | 64,85 m |
| 2022 | Championnats NACAC                 | Freeport         | 2e       | 62,79 m |
| 2023 | Championnats du monde              | Budapest         | 5e       | 66,72 m |
| 2023 | Jeux panaméricains                 | Santiago         | 3e       | 61,25 m |

## Records
| Épreuve          | Marque       | Lieu  | Date         |
| ---------------- | ------------ | ----- | ------------ |
| Lancer du disque | 70,78 m (NR) | Rabat | 16 juin 2019 |